# Masters of Sex
Masters of Sex ist eine US-amerikanische Fernsehserie des Senders Showtime. Sie wurde von Michelle Ashford auf Grundlage von Thomas Maiers Biografie Masters of Sex: The Life and Times of William Masters and Virginia Johnson, the Couple Who Taught America How to Love entwickelt. Die Serie erzählt die Geschichte von William Howell Masters und Virginia E. Johnson, zwei Forschern, die durch ihre Arbeit am menschlichen Sexualverhalten bekannt wurden. Ihre Premiere feierte die Serie am 29. September 2013 nach dem Staffelauftakt von Homeland.
Im Dezember 2016 gab Showtime das Ende der Serie nach vier Staffeln bekannt.

## Handlung
In den 1950er Jahren betreibt der Sexualforscher William Masters intensive Forschung des menschlichen Sexualverhaltens. Sein Umfeld steht diesen Forschungen jedoch alles andere als offen gegenüber. Hilfe bekommt er von seiner Assistentin Virginia Johnson, die William anfangs nur dabei hilft, Versuchspaare zu finden, doch im Laufe der Zeit von ihm als Wissenschaftlerin ausgebildet wird. Im Mittelpunkt der Serie steht jedoch auch die private Beziehung der beiden.

## Besetzung und Synchronisation
Die deutsche Synchronisation entstand nach Dialogbüchern von Manja Condrus, Angela Ringer, Horst Müller und Jesco Wirthgen unter der Dialogregie von Klaus Bauschulte durch die Synchronfirma Berliner Synchron AG Wenzel Lüdecke in Berlin.

### Hauptbesetzung
| Schauspieler       | Bild               | Rollenname          | Hauptrolle | Nebenrolle | Synchronsprecher  |
| ------------------ | ------------------ | ------------------- | ---------- | ---------- | ----------------- |
| Michael Sheen      | Michael Sheen      | William H. Masters  | 1.01–4.10  |            | Wolfgang Wagner   |
| Lizzy Caplan       | Lizzy Caplan       | Virginia E. Johnson | 1.01–4.10  |            | Sanam Afrashteh   |
| Caitlin Fitzgerald | Caitlin Fitzgerald | Libby Masters       | 1.01–4.10  |            | Berenice Weichert |
| Teddy Sears        | Teddy Sears        | Dr. Austin Langham  | 1.01–4.10  |            | Jaron Löwenberg   |
| Nicholas D’Agosto  | Nicholas D’Agosto  | Dr. Ethan Haas      | 1.01–1.12  | 2.01, 2.12 | Ricardo Richter   |
| Annaleigh Ashford  | Annaleigh Ashford  | Betty DiMello       | 2.01–4.07  | 1.01–1.03  | Damineh Hojat     |

### Nebenbesetzung
| Schauspieler       | Rollenname                  | Synchronsprecher                   |
| ------------------ | --------------------------- | ---------------------------------- |
| Kevin Christy      | Lester Linden               | Christoph Banken                   |
| Beau Bridges       | Barton Scully               | Kaspar Eichel                      |
| Heléne Yorke       | Jane Martin                 | Josephine Schmidt                  |
| Julianne Nicholson | Dr. Lillian DePaul          | Sabine Arnhold                     |
| Josh Charles       | Dr. Dan Logan               | Peter Lontzek                      |
| Benjamin Koldyke   | Paul Edley                  | Frank Muth                         |
| Kayla Madison      | Tessa Johnson (Staffel 1–2) | Marie Thönißen                     |
| Isabelle Fuhrman   | Tessa Johnson (Staffel 3–)  | Marie Christin Morgenstern         |
| Cole Sand          | Henry Johnson               | Joshua Nathan                      |
| Jaeden Lieberher   | Johnny Masters              | Gerome Quantmeyer Maximilian Frank |
| Allison Janney     | Margaret Scully             | Liane Rudolph                      |
| Rose McIver        | Vivian Scully               | Millie Forsberg                    |
| Ann Dowd           | Estabrooks Masters          | Karin David                        |
| Betsy Brandt       | Barbara Sanderson           | Victoria Sturm                     |
| Jocko Sims         | Robert Franklin             | Kevin Kraus                        |
| Artemis Pebdani    | Flo Packer                  | Nana Spier                         |
| Mather Zickel      | George Johnson              | Thomas Schmuckert                  |
| Greg Grunberg      | Gene Moretti                | Matti Klemm                        |
| Garrett M. Brown   | Kanzler Fitzhugh            | Helmut Gauß                        |
| Sarah Silverman    | Helen                       | Ghadah Al-Akel                     |
| Colin Woodell      | Ronald Sturgis              | David Turba                        |
| Christopher Clausi | Patron                      |                                    |
| Keke Palmer        | Coral                       | Lo Rivera                          |
| Emily Kinney       | Nora Everett                | Anne Düe                           |
| Finn Wittrock      | Dale                        | Michael Baral                      |
| Alyvia Alyn Lind   | Jenny Masters               | Sophie Helsner                     |
| Jack Laufer        | Herb Spleeb                 | Frank Ciazynski                    |
| Adam Arkin         | Shep Tally                  | Jörg Hengstler                     |
| Courtney B. Vance  | Dr. Charles Hendricks       | Oliver Stritzel                    |
| Danny Huston       | Dr. Douglas Greathouse      | Erich Räuker                       |
| Christian Borle    | Frank Masters               | Oliver Feld                        |
| Betty Gilpin       | Dr. Nancy Leveau            | Tina Haseney                       |

## Produktion

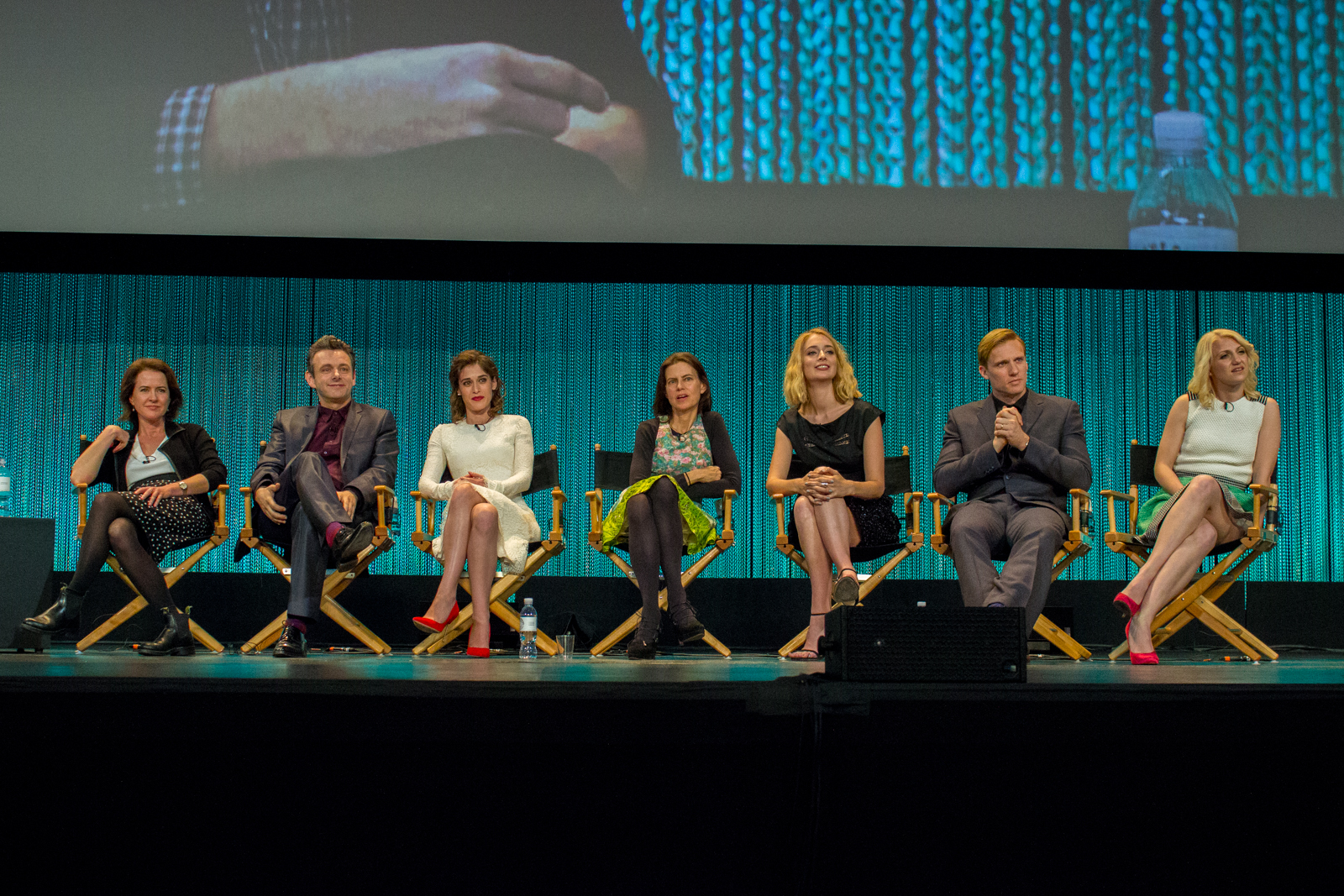
Die Hauptdarsteller von Masters of Sex beim PaleyFest 2014

Der Sender Showtime bestellte die Pilotfolge zur Serie im August 2011, zusammen mit den Pilotfolgen für Gurland on Gurland und Ray Donovan. Im Juni 2012 wurde dann eine erste Staffel in Form von zwölf Episoden geordert.
Michelle Ashford wurde sowohl als Produzentin als auch als Showrunner beauftragt. Im Februar 2012 wurden die Schauspieler Michael Sheen und Lizzy Caplan als Hauptdarsteller verpflichtet. Bereits im November 2011 war die männliche Hauptrolle eigentlich schon mit Paul Bettany besetzt worden, dieser stieg jedoch im Januar 2012 aus der Serie aus.
Zwei Tage nach der Ausstrahlung der vierten Folge der Serie verlängerte Showtime die Serie um eine zweite Staffel, die wiederum aus zwölf Episoden besteht. Eine dritte Staffel in Form von zwölf Episoden wurde im August 2014 bestellt. Im August 2015 wurde die Serie um eine vierte Staffel verlängert, die ab September 2016 ausgestrahlt werden soll.

## Ausstrahlung
Vereinigte Staaten
Die Serie startete am 29. September 2013. Die erste Folge wurde von einer Million Zuschauern gesehen. Die zweite Folge wurde sogar von 1,09 Millionen Zuschauern gesehen, bevor die Einschaltquoten der dritten Folge auf 1,04 sanken. Das Staffelfinale wurde am 15. Dezember 2013 gesendet und erreichte 1,21 Millionen Zuschauer. Die zweite Staffel wurde vom 13. Juli bis zum 28. September 2014 ausgestrahlt. Die dritte Staffel wurde zwischen dem 12. Juli und dem 27. September 2015 ausgestrahlt. Die vierte und letzte Staffel wurde vom 11. September 2016 bis zum 13. November 2016 ausgestrahlt.
Deutschland
Der Pay-TV-Sender Sky Atlantic HD zeigte die erste Staffel zwischen dem 5. Dezember 2013 und dem 20. Februar 2014. Die Erstausstrahlung im deutschen Free-TV begann am 5. August 2014 bei ZDFneo.

## Rezeption
Die erste Staffel der Serie erntete viel Kritikerlob. So wurde sie auf Rotten Tomatoes mit durchschnittlich 8,4 von 10 Punkten basierend auf 46 Rezensionen bewertet.
Bei Metacritic wurde die Serie mit einem Metascore von 85/100 basierend auf 32 Rezensionen bewertet.

## Auszeichnungen und Nominierungen
Critics’ Choice Television Award
- 2013: Auszeichnung in der Kategorie Vielversprechendste neue Serie für Masters of Sex[25]
- 2014: Nominierung in der Kategorie Beste Dramaserie für Masters of Sex
- 2014: Nominierung in der Kategorie Bester Hauptdarsteller in einer Dramaserie für Michael Sheen
- 2014: Nominierung in der Kategorie Beste Hauptdarstellerin in einer Dramaserie für Lizzy Caplan
- 2014: Nominierung in der Kategorie Beste Gastrolle in einer Dramaserie für Beau Bridges
- 2014: Auszeichnung in der Kategorie Beste Gastrolle in einer Dramaserie für Allison Janney

Golden Globe Award
- 2014: Nominierung in der Kategorie Beste Serie – Drama für Masters of Sex
- 2014: Nominierung in der Kategorie Bester Serien-Hauptdarsteller – Drama für Michael Sheen

Emmy-Award
- 2014: Nominierung in der Kategorie Beste Hauptdarstellerin in einer Dramaserie für Lizzy Caplan
- 2014: Nominierung in der Kategorie Bester Gastdarsteller in einer Dramaserie für Beau Bridges
- 2014: Auszeichnung in der Kategorie Beste Gastdarstellerin in einer Dramaserie für Allison Janney
- 2015: Nominierung in der Kategorie Bester Gastdarsteller in einer Dramaserie für Beau Bridges
- 2015: Nominierung in der Kategorie Beste Gastdarstellerin in einer Dramaserie für Allison Janney
- 2016: Nominierung in der Kategorie Beste Gastdarstellerin in einer Dramaserie für Allison Janney